# Ga Nhà ga 1 sân bay Quốc tế Incheon
Ga Nhà ga 1 sân bay Quốc tế Incheon (Tiếng Hàn: 인천공항1터미널역, Tiếng Anh: Incheon International Airport Terminal 1 station, Hanja: 仁川空港1터미널驛) là ga tàu điện ngầm và ga trung chuyển cho Đường sắt sân bay Quốc tế Incheon và Tàu đệm từ sân bay Incheon ở Unseo-dong, Jung-gu, Incheon, Hàn Quốc.

## Lịch sử
- 23 tháng 3 năm 2007: Đường sắt sân bay Quốc tế Incheon được khai trương giữa Ga Sân bay Quốc tế Incheon và Ga Sân bay Quốc tế Gimpo và bắt đầu hoạt động như một ga cuối.
- 3 tháng 2 năm 2016: Với việc khai trương Ga Sân bay Quốc tế Incheon đến Ga Yongyu của Tàu đệm từ sân bay Incheon, nó đã trở thành một ga trung chuyển với hai ga cuối.
- 13 tháng 1 năm 2018: Tên ga được đổi từ Ga Sân bay Quốc tế Incheon (인천국제공항역) thành Ga Nhà ga 1 sân bay Quốc tế Incheon (인천공항1터미널역) và trở thành ga trung gian sau khi khai trương Ga Nhà ga 2 sân bay Quốc tế Incheon của Đường sắt sân bay Quốc tế Incheon.
- 14 tháng 7 năm 2022: Dịch vụ Tàu đệm từ sân bay Incheon bị đình chỉ giữa Ga Nhà ga 1 Sân bay Quốc tế Incheon và Ga Yongyu
- Tháng 3 năm 2024: Tàu đệm từ sân bay Incheon dự kiến hoạt động trở lại giữa Ga Nhà ga 1 Sân bay Quốc tế Incheon và Ga Yongyu

## Bố trí ga

### Đường sắt sân bay Quốc tế Incheon (B4F)
| ↑ Seoul (Tốc hành) ↑ Cảng hàng hóa sân bay Quốc tế Incheon (Tàu thường) |            |    |    |      |    |
| \|                                                                      | Tàu thường | \| | \| | ３５ | \| |
| \|                                                                      | Tốc hành   | \| | \| | ３５ | \| |
| Depot Yongyu ↓ Nhà ga 2 sân bay Quốc tế Incheon ↓                       |            |    |    |      |    |

| Tàu thường | ● Đường sắt sân bay  | ← Hướng đi Sân bay Quốc tế Gimpo · Đại học Hongik · Seoul |
| Tàu thường | ● Đường sắt sân bay  | → Hướng đi Nhà ga 2 sân bay Quốc tế Incheon →             |
| Tốc hành   | ● Đường sắt sân bay  | ← Hướng đi Seoul                                          |
| Tốc hành   | ● Đường sắt sân bay  | → Hướng đi Nhà ga 2 sân bay Quốc tế Incheon →             |
| ３         | Sân ga không sử dụng | Sân ga không sử dụng                                      |
| ５         | Sân ga không sử dụng | Sân ga không sử dụng                                      |

- Không có sân ga 4

### Tàu đệm từ sân bay Quốc tế Incheon (2F)
| Bắt đầu·Kết thúc    |
| S/B \|              |
| ↓ Bãi đỗ xe dài hạn |

| Hướng Nam | ● Tàu đệm từ sân bay Incheon | Hướng đi Yongyu → |

## Hình ảnh

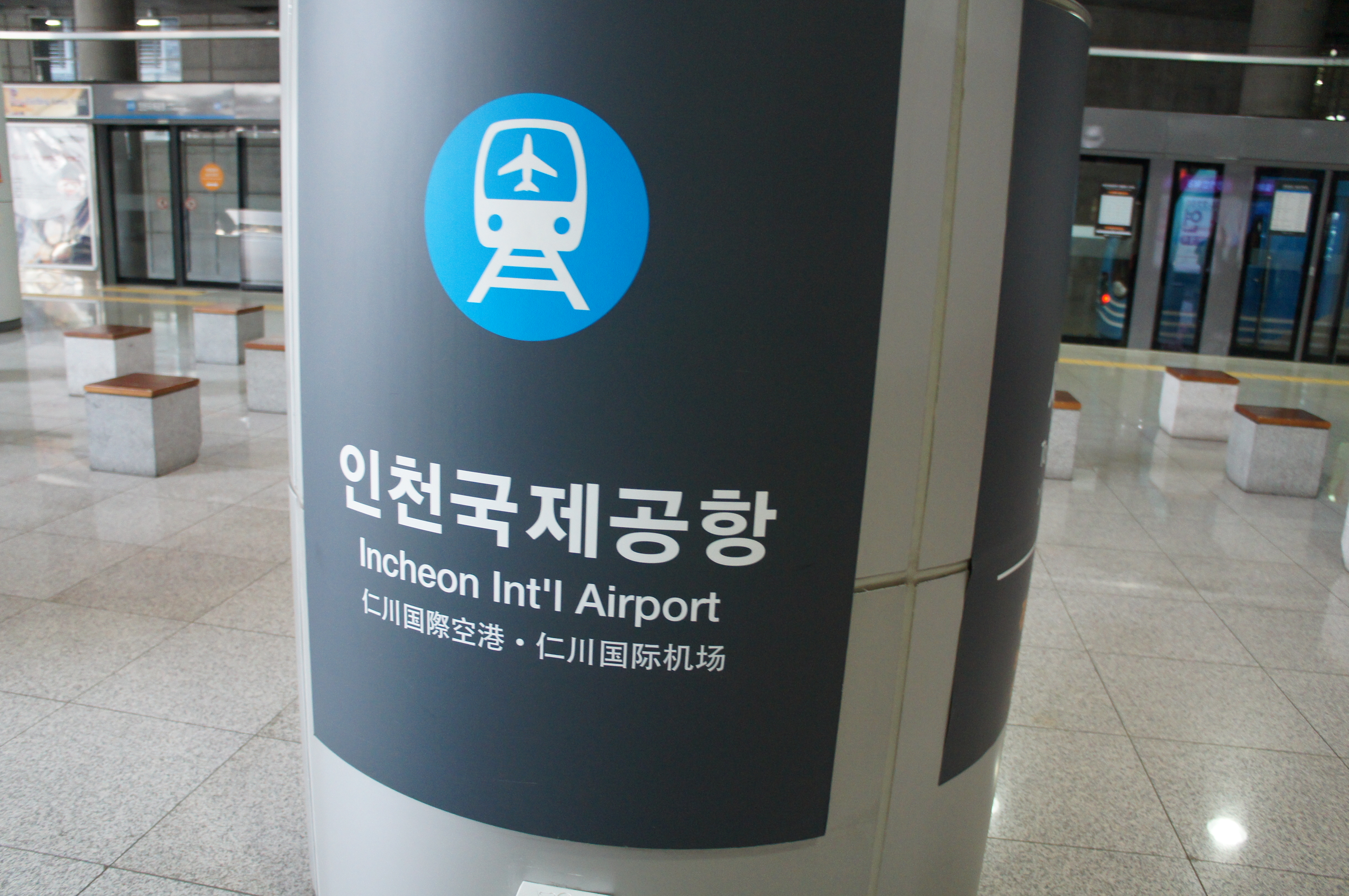
Bảng tên ga Ga Sân bay Quốc tế Incheon khi còn là ga cuối (Trước khi khai trương Ga Nhà ga 2 Sân bay quốc tế Incheon, Tàu đệm từ sân bay Quốc tế Incheon và mở đoạn mở rộng giữa ga sân bay Quốc tế Gimpo và ga Seoul (Không bao gồm ga Gongdeok và ga Magongnaru))
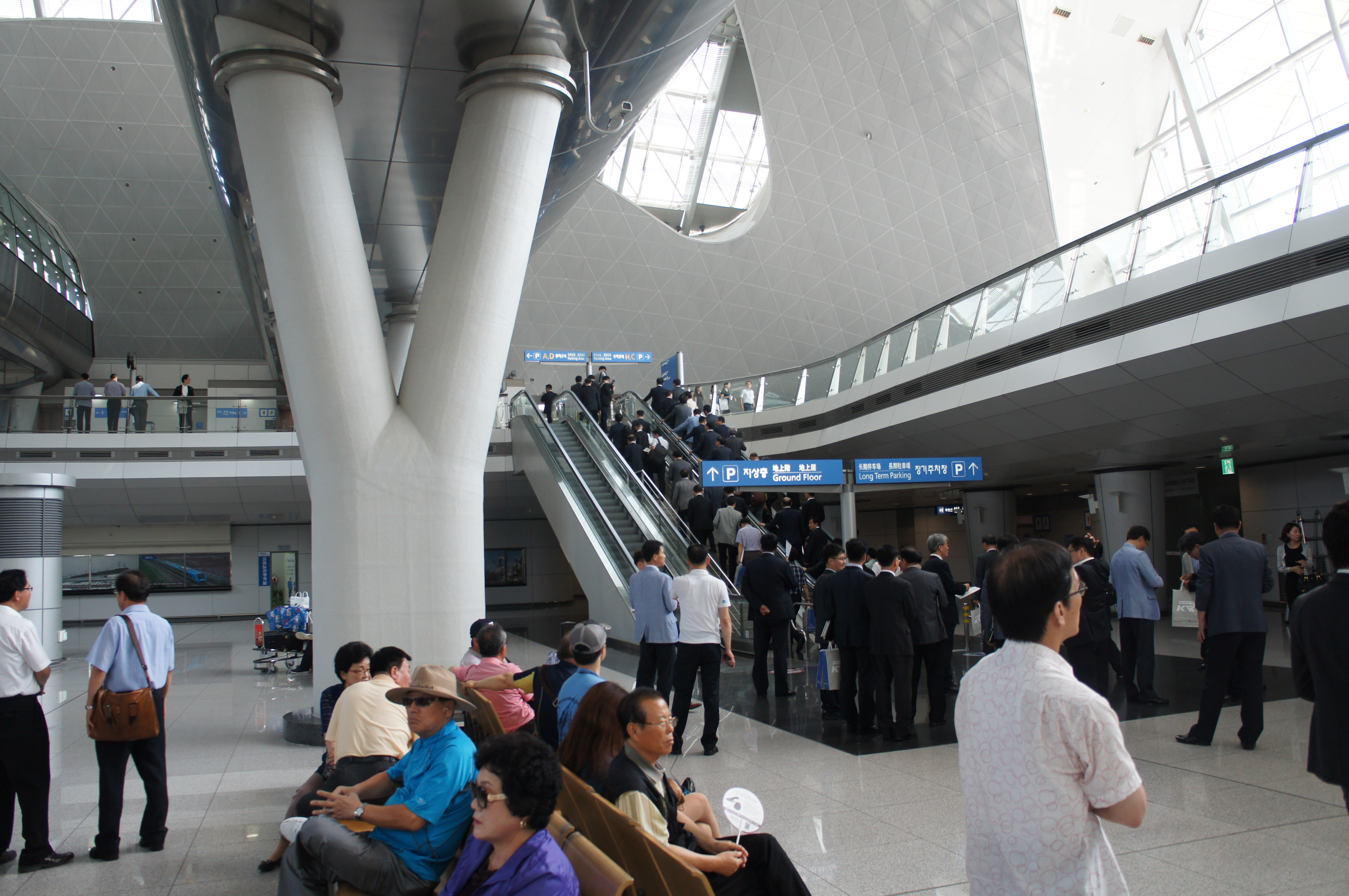
Sảnh
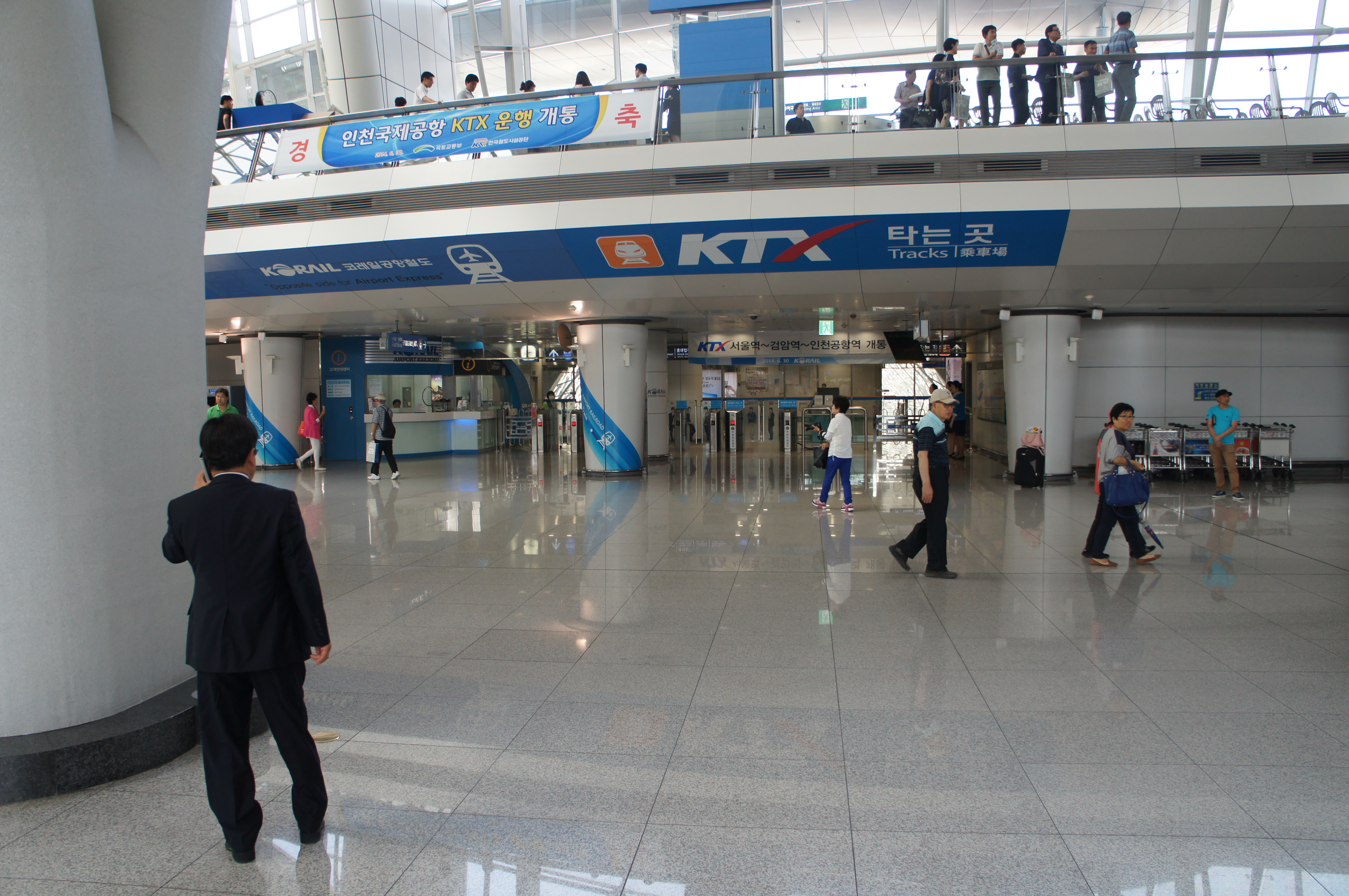
Sảnh
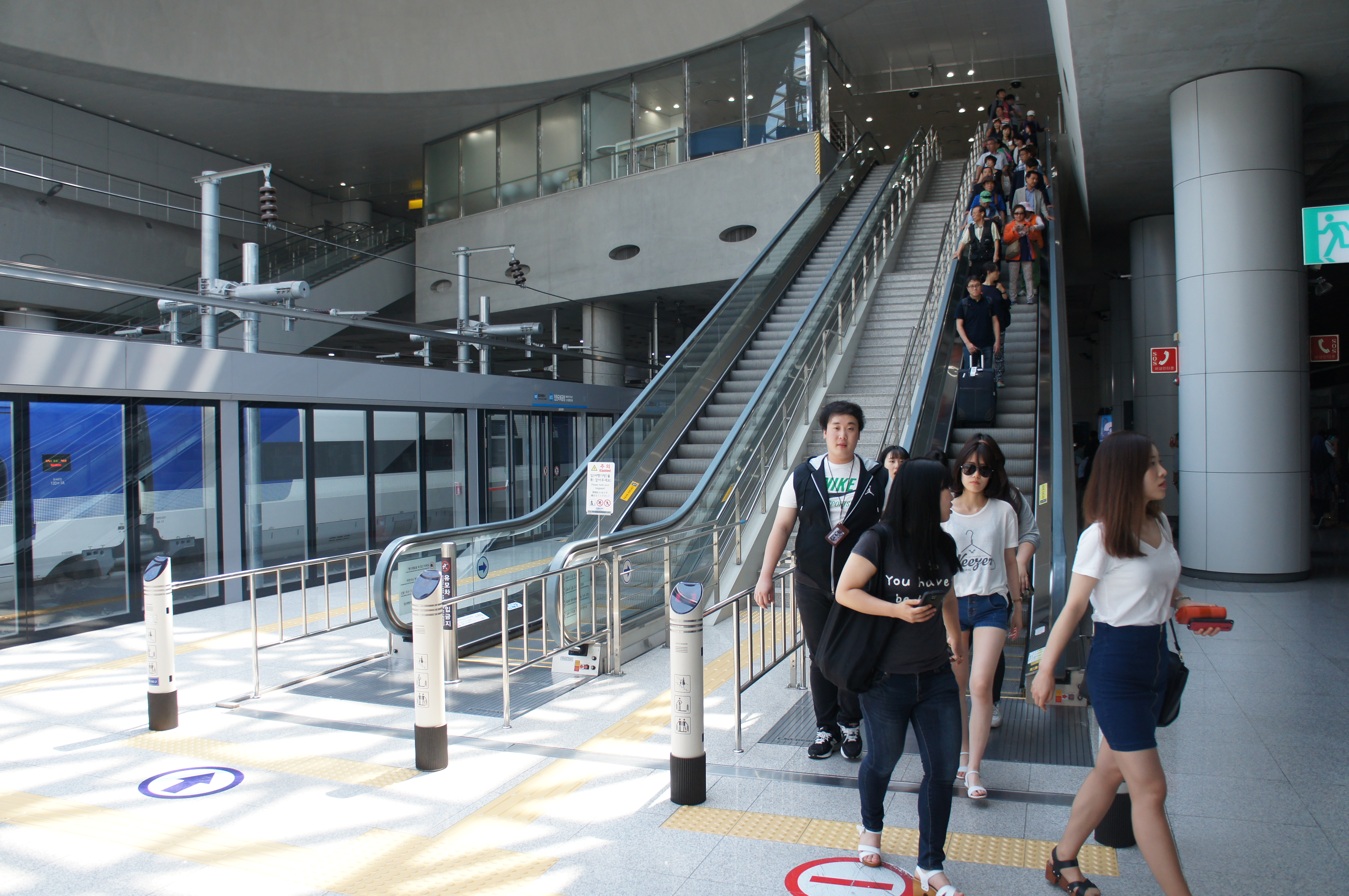
Sân ga Ga Sân bay Quốc tế Incheon (Trước khi khai trương Ga Nhà ga 2 Sân bay quốc tế Incheon, Tàu đệm từ sân bay Quốc tế Incheon và mở đoạn mở rộng giữa ga sân bay Quốc tế Gimpo và ga Seoul (Không bao gồm ga Gongdeok và ga Magongnaru))
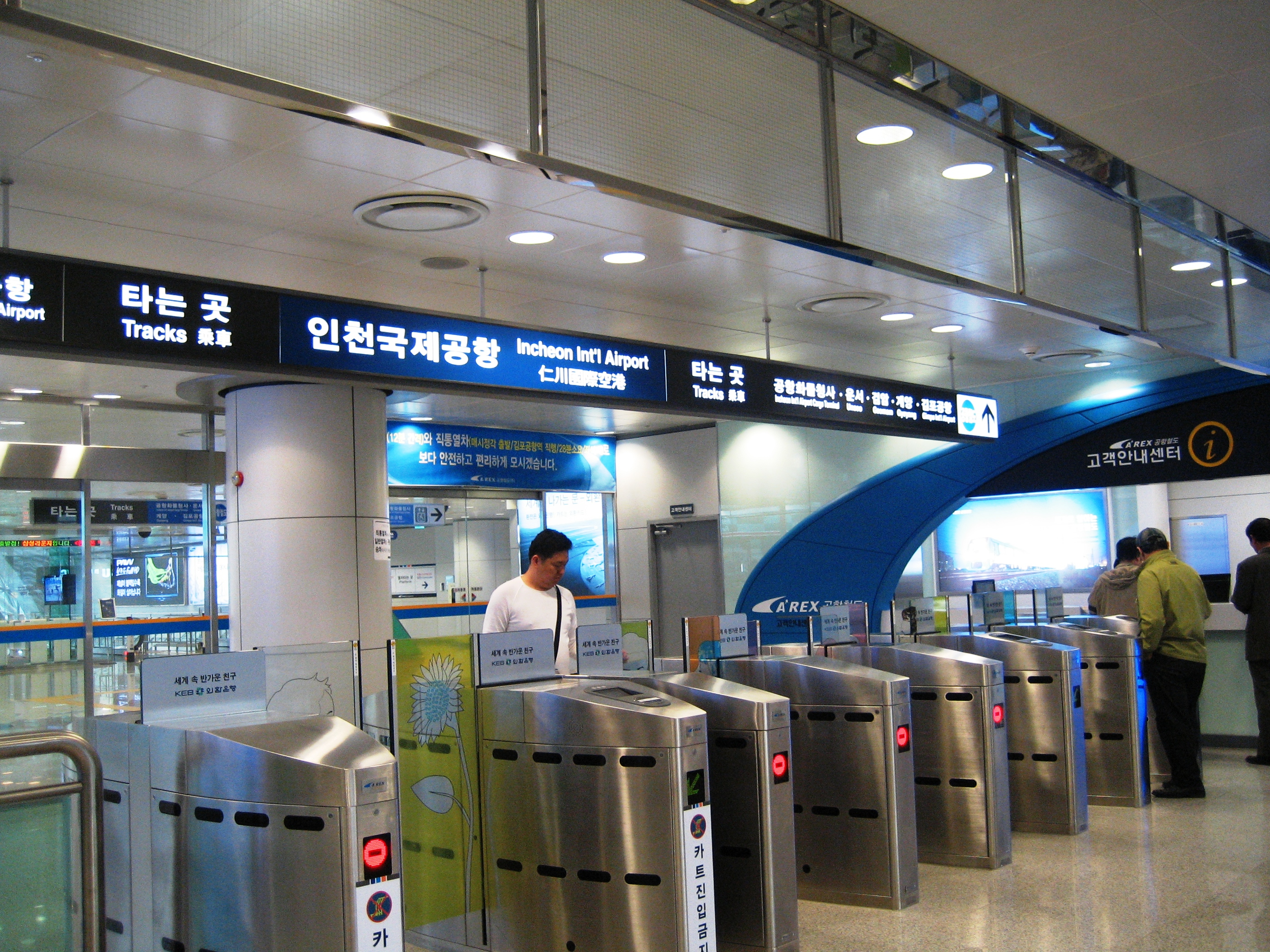
Cửa soát vé Ga Sân bay Quốc tế Incheon (Trước khi khai trương Ga Nhà ga 2 Sân bay quốc tế Incheon, Tàu đệm từ sân bay Quốc tế Incheon và mở đoạn mở rộng giữa ga sân bay Quốc tế Gimpo và ga Seoul (Không bao gồm ga Gongdeok và ga Magongnaru))
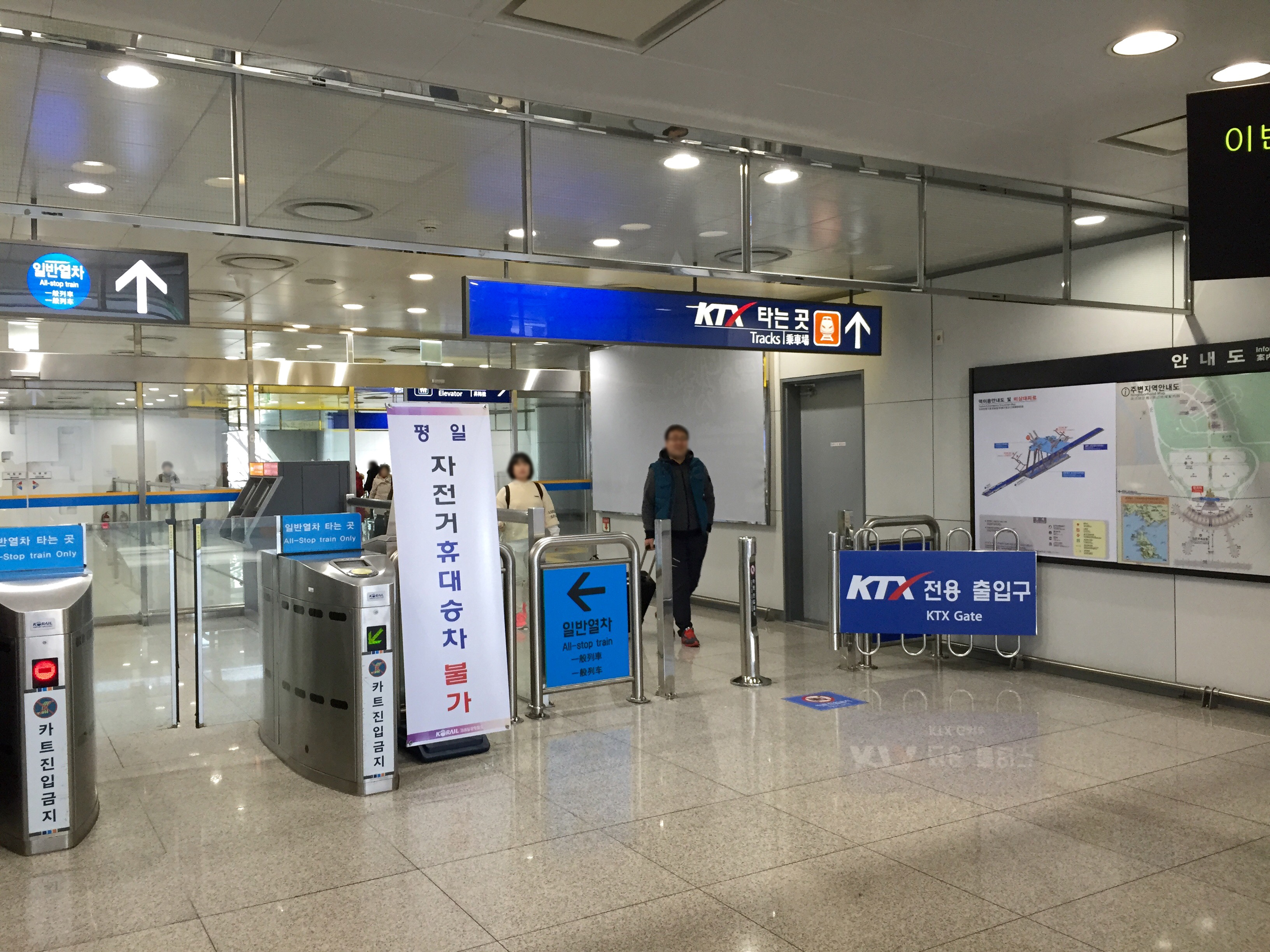
Cổng soát vé KTX (Đã loại bỏ)
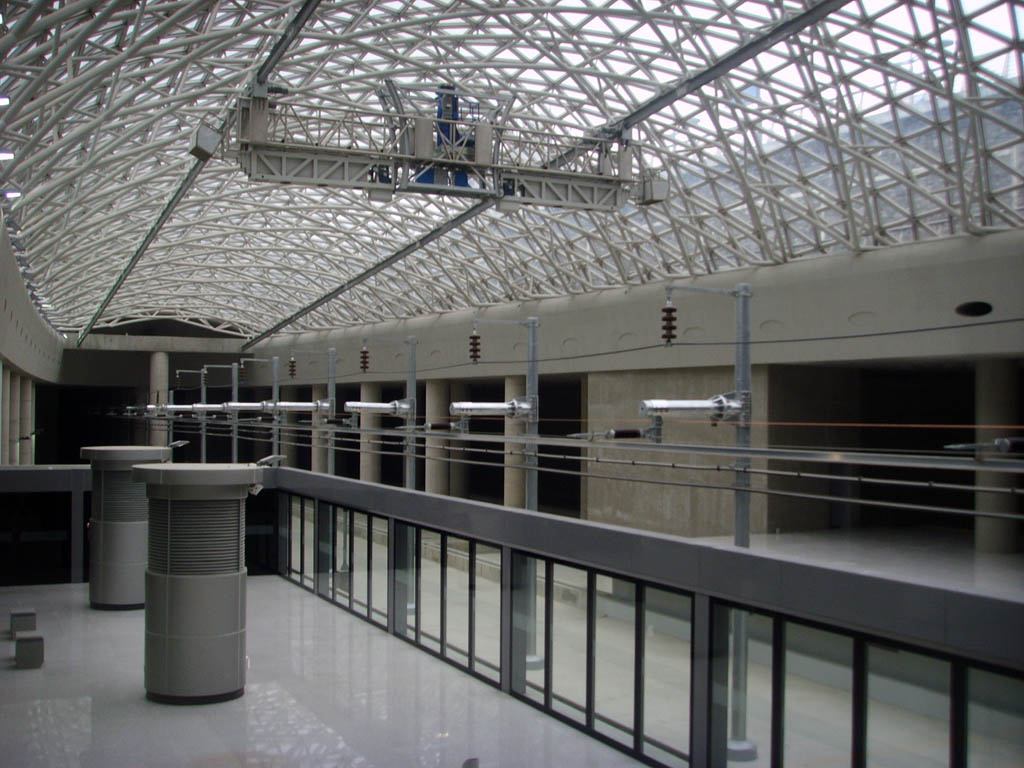
Nền tảng KTX (Đã loại bỏ) (trước khi xây dựng nhà ga ở tầng thấp)
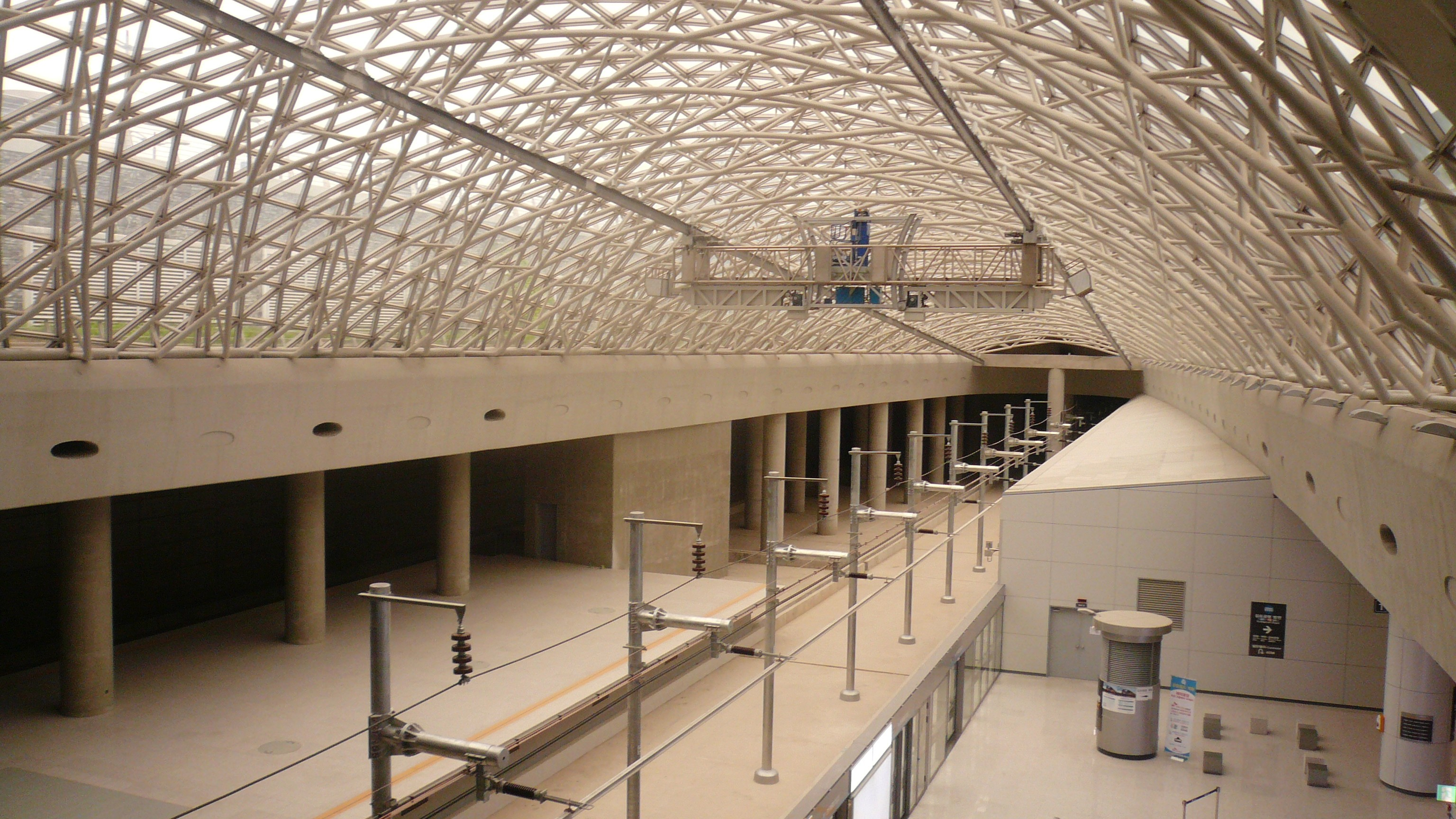
Nền tảng KTX (Đã loại bỏ) (trước khi xây dựng nhà ga ở tầng thấp)
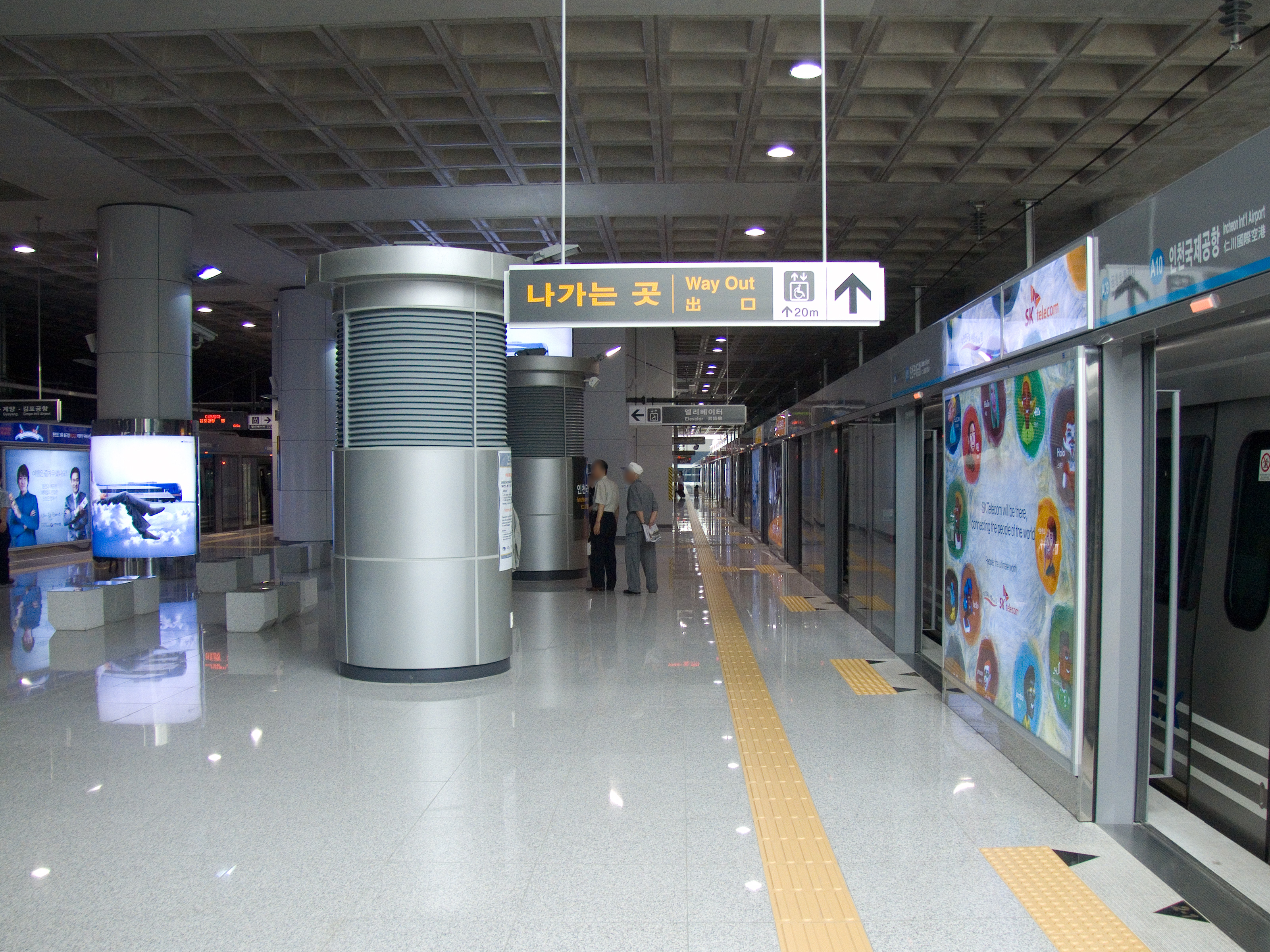
Nhà ga Ga Sân bay Quốc tế Incheon khi còn là ga cuối (Trước khi khai trương Ga Nhà ga 2 Sân bay quốc tế Incheon, Tàu đệm từ sân bay Quốc tế Incheon và mở đoạn mở rộng giữa ga sân bay Quốc tế Gimpo và ga Seoul (Không bao gồm ga Gongdeok và ga Magongnaru))